# Liste der Biografien/Dei
Liste der Biografien |
Portal Biografien |
Personensuche
# |
A |
B |
C |
D |
E |
F |
G |
H |
I |
J |
K |
L |
M |
N |
O |
P |
Q |
R |
S |
T |
U |
V |
W |
X |
Y |
Z |
?
 
Da |
Db |
Dc |
Dd |
De |
Dg |
Dh |
Di |
Dj |
Dk |
Dl |
Dm |
Dn |
Do |
Dq |
Dr |
Ds |
Du |
Dv |
Dw |
Dy |
Dz
 
De A |
De B |
De C |
De D |
De E |
De F |
De G |
De H |
De J |
De K |
De L |
De M |
De N |
De P |
De Q |
De R |
De S |
De T |
De V |
De W |
De Y |
De Z 

Dea |
Deb |
Dec |
Ded |
Dee |
Def |
Deg |
Deh |
Dei |
Dej |
Dek |
Del |
Dem |
Den |
Deo |
Dep |
Deq |
Der |
Des |
Det |
Deu |
Dev |
Dew |
Dex |
Dey |
Dez
Die Liste der Biografien führt alle Personen auf, die in der deutschsprachigen Wikipedia einen Artikel haben. Dieses ist eine Teilliste mit 304 Einträgen von Personen, deren Namen mit den Buchstaben „Dei“ beginnt.

## Dei
- Dei Rossi, Riccardo (* 1969), italienischer Ruderer
- Dei, Mimmo (1909–1985), italienischer Rennstallbesitzer
- Dei, Shōtarō (* 1986), japanischer Fußballspieler
- Dei-Anang, Michael (1909–1977), ghanaischer Schriftsteller, Poet, Schreiber von Schauspielen und Novellist

### Deia
- Deiac, Cornelia (* 1988), rumänische Weitspringerin
- Deiana, Lorenzo (* 2001), italienisch-deutscher American-Football-Spieler

### Deib
- Deibel, Joseph (1716–1793), Holzbildhauer in Dresden
- Deibel, Rosemarie (1936–2012), deutsche Schauspielerin, Synchron- und Hörspielsprecherin
- Deibele, Albert (1889–1972), deutscher Historiker, Pädagoge, Dichter und Stadtarchivar in Schwäbisch Gmünd
- Deiber, Paul-Émile (1925–2011), französischer Schauspieler und Synchronsprecher
- Deibert, Eduard (1942–2022), russlanddeutscher Dissident und Menschenrechtsaktivist
- Deibert, Ronald (* 1964), kanadischer Politikwissenschaftler
- Deibicht, Karl (1913–1963), deutscher Politiker (SPD), MdHB und Gewerkschafter
- Deibl, Jakob (* 1978), österreichischer römisch-katholischer Theologe
- Deibler, Anatole (1863–1939), französischer ScharfrichterAnatole Deibler (1863–1939)

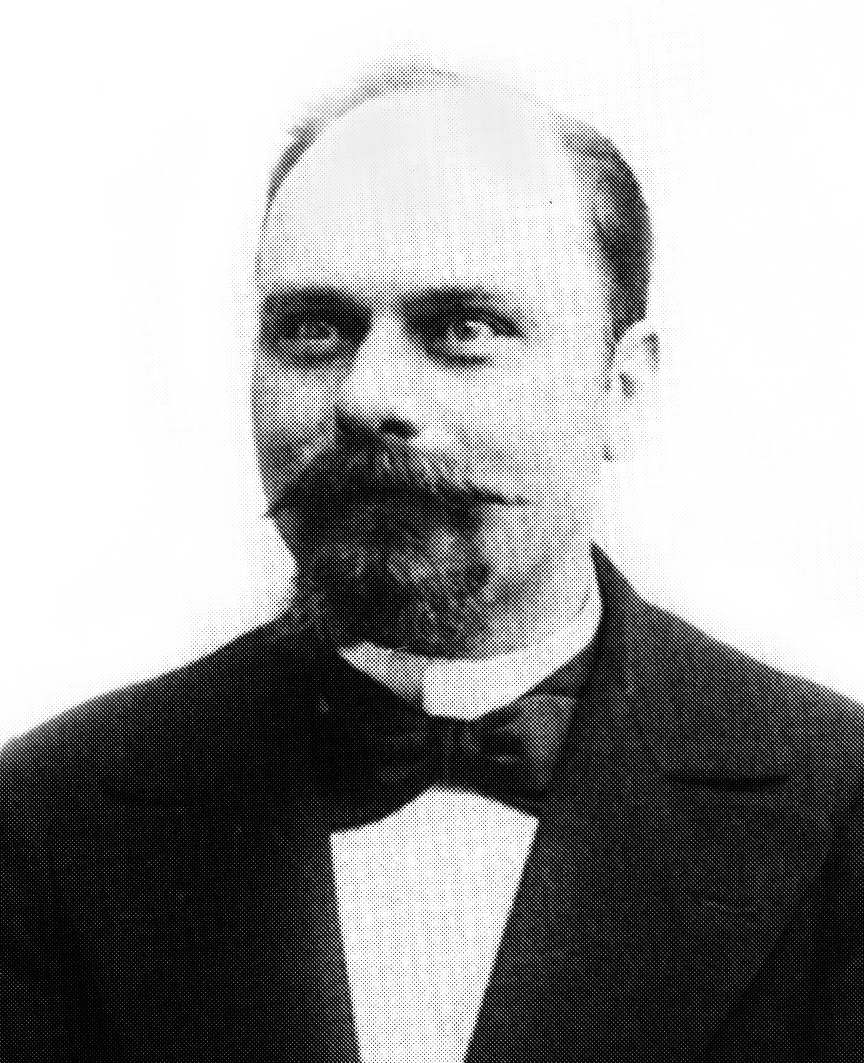
Anatole Deibler (1863–1939)

- Deibler, Louis (1823–1904), französischer ScharfrichterLouis Deibler (1823–1904)

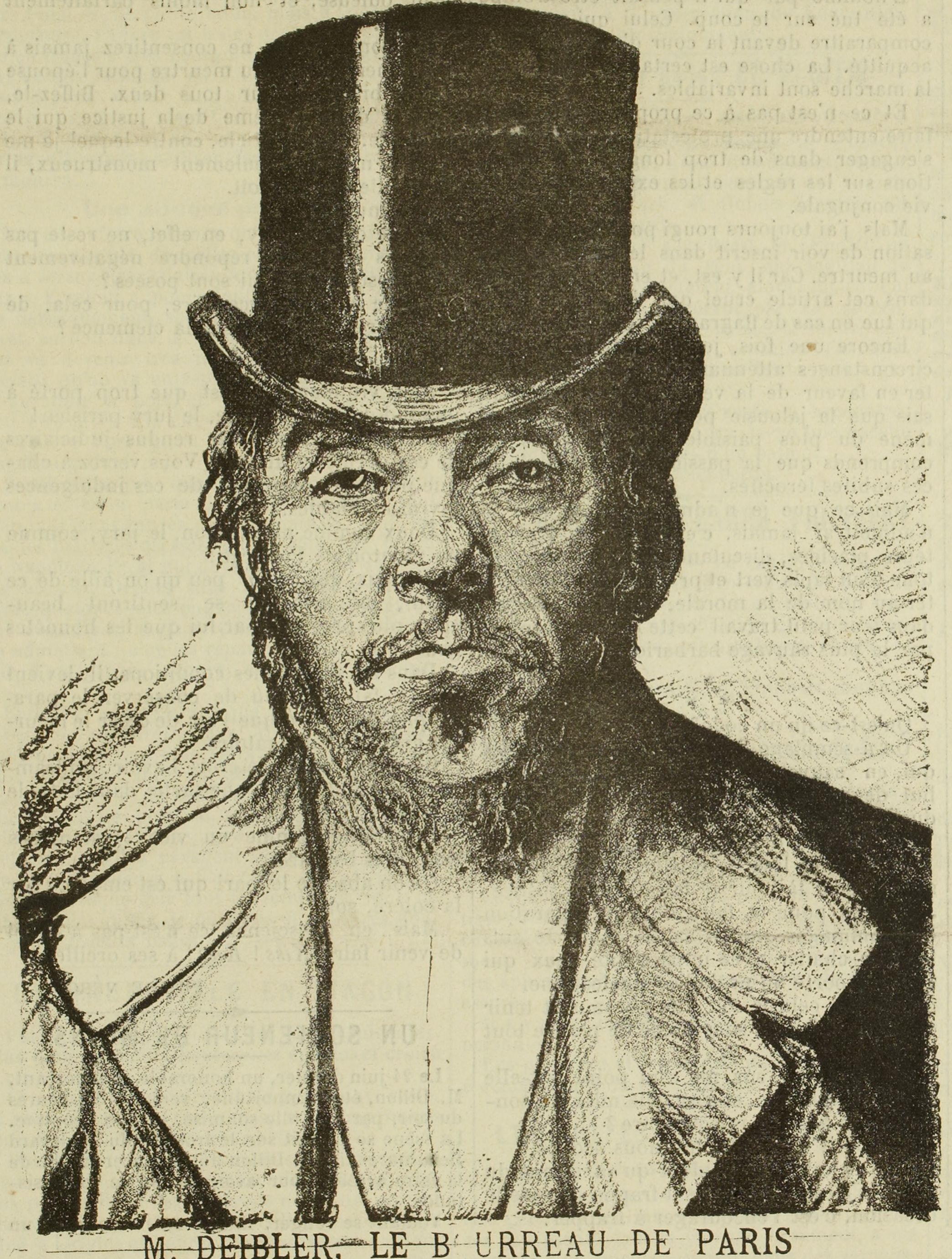
Louis Deibler (1823–1904)

- Deibler, Markus (* 1990), deutscher Schwimmer
- Deibler, Steffen (* 1987), deutscher Schwimmer, Europameister
- Deibold, Alex (* 1986), US-amerikanischer Snowboarder

### Deic
- Deich, Werner (1933–2023), deutscher Historiker
- Deicha, Georges (1917–2011), französischer Geologe, Mineraloge und Medailleur
- Deicha, Sophie (* 1955), französische christlich-orthodoxe Theologin
- Deichen, Karl (1914–1969), deutscher Brigadegeneral des Heeres der Bundeswehr
- Deicher, Luise (1891–1973), deutsche Malerin
- Deichert, Heinrich (1871–1958), deutscher praktischer Arzt und Medizinhistoriker
- Deichfuß, Hermann (* 1962), deutscher Jurist und Richter am Bundesgerichtshof
- Deichfuß, Horst (1925–1989), deutscher Schriftsteller
- Deichgräber, Karl (1903–1984), deutscher klassischer Philologe
- Deichgräber, Ludwig (1894–1969), deutscher Architekt und Landwirt
- Deichgräber, Reinhard (* 1936), deutscher evangelisch-lutherischer Theologe und geistlicher Schriftsteller
- Deichl, Nikolaus (1893–1980), deutscher Kommunalpolitiker
- Deichman, Carl († 1780), dänisch-norwegischer Fabrikbesitzer und Büchersammler
- Deichmann, Andreas IV. († 1673), deutscher Propst
- Deichmann, Arnold (1800–1870), deutscher Lehrer, Major im Königreich Hannover, Geodät und Kartograf
- Deichmann, Carl (* 1946), deutscher Politikdidaktiker und emeritierter Hochschullehrer
- Deichmann, Christel (* 1941), deutsche Politikerin (SPD), MdB
- Deichmann, Christine (1869–1945), dänische Malerin
- Deichmann, Christoph (1576–1648), deutscher Jurist und Diplomat
- Deichmann, Eberhard (1594–1655), deutscher Jurist, Gesandter bei den Westfälischen Friedensverhandlungen
- Deichmann, Ernst (1856–1921), Gutsbesitzer und Abgeordneter des Provinziallandtages der Provinz Hessen-Nassau
- Deichmann, Friedrich Wilhelm (1909–1993), deutscher Christlicher Archäologe und byzantinischer Kunsthistoriker
- Deichmann, Hans (1907–2004), deutscher Widerstandskämpfer gegen den Nationalsozialismus
- Deichmann, Heinrich (* 1962), deutscher Unternehmer
- Deichmann, Heinz-Horst (1926–2014), deutscher Unternehmer und SchuhhändlerHeinz-Horst Deichmann (1926–2014)

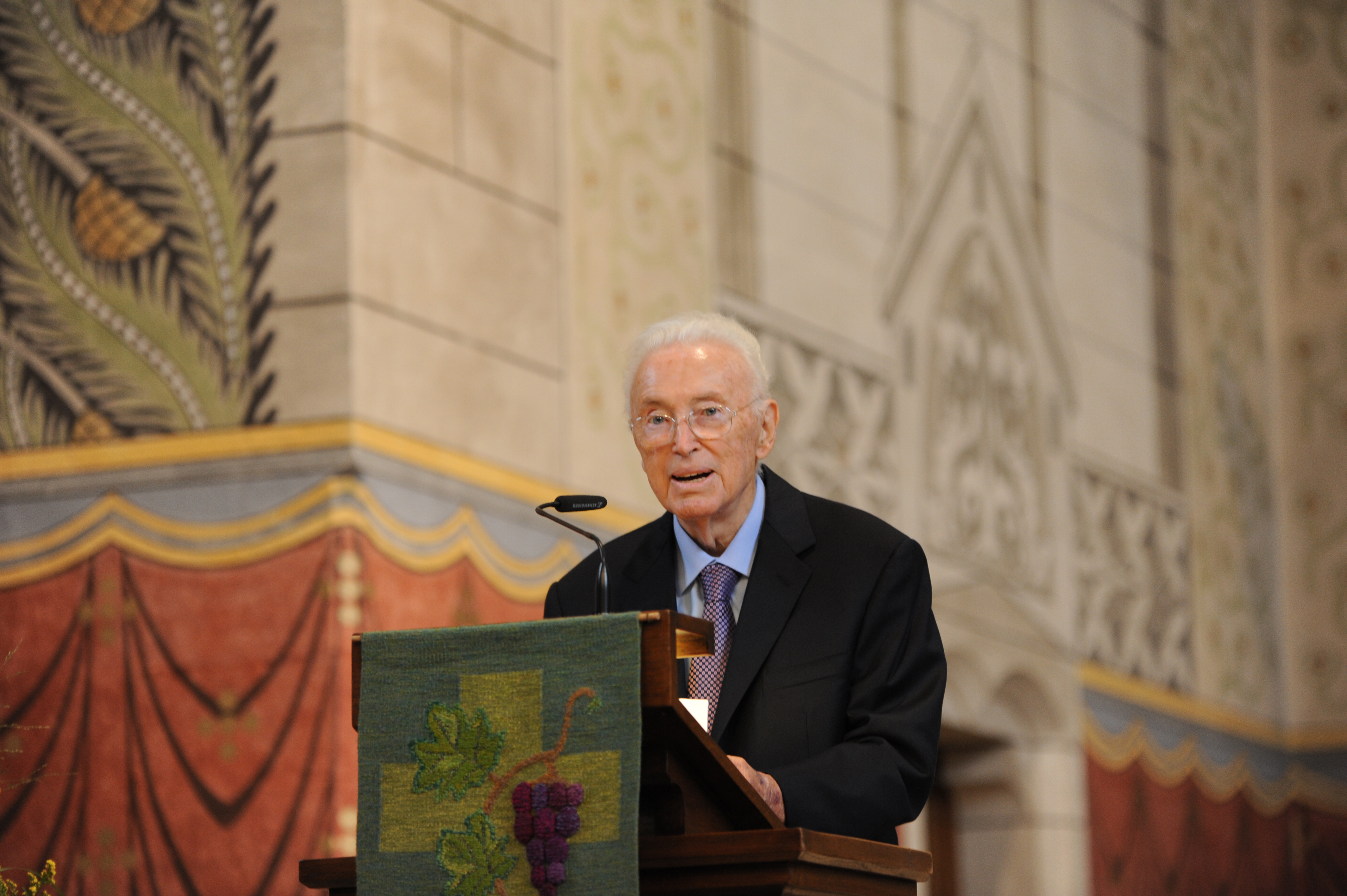
Heinz-Horst Deichmann (1926–2014)

- Deichmann, Henrik (1871–1939), dänischer Arzt und Zoologe
- Deichmann, Hilmar (1625–1674), deutscher lutherischer Theologe, Direktor einer Schule und Autor
- Deichmann, Jonas (* 1987), deutscher ExtremsportlerJonas Deichmann (* 1987)

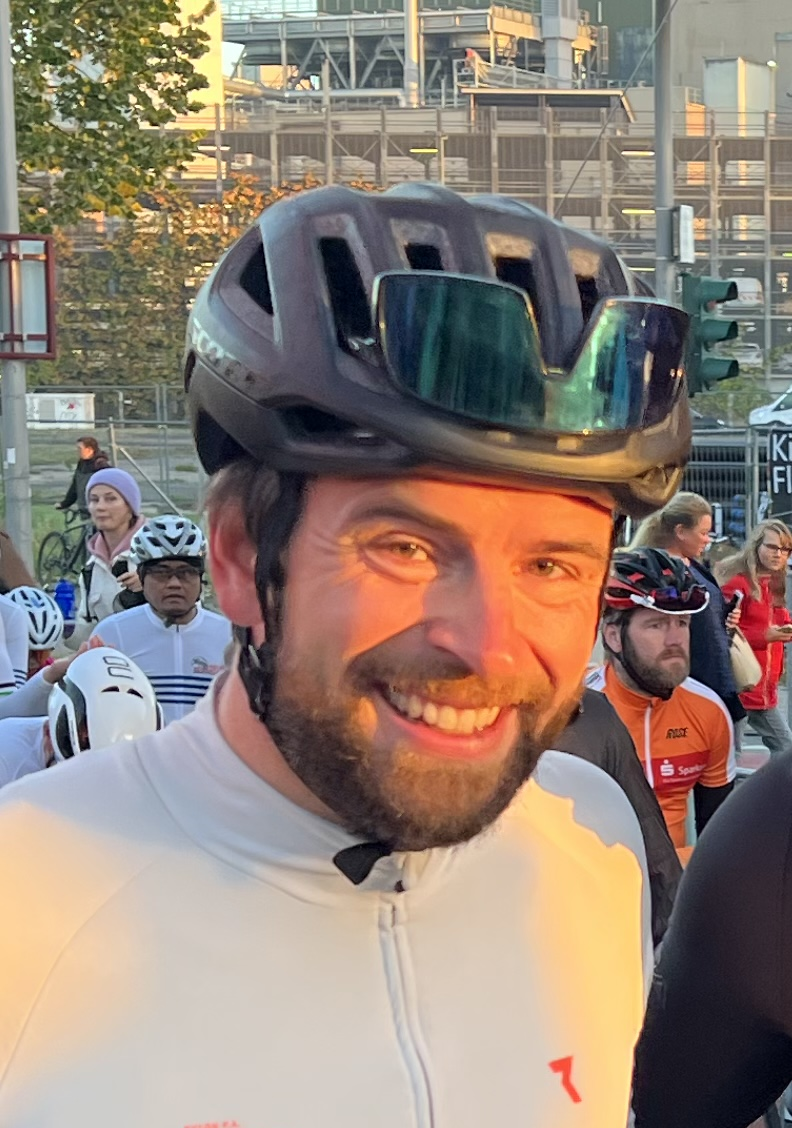
Jonas Deichmann (* 1987)

- Deichmann, Karl (1863–1940), deutscher Gewerkschafter und Politiker (SPD), MdR und Senator sowie Bürgermeister in Bremen
- Deichmann, Kathinka von (* 1994), liechtensteinische Tennisspielerin
- Deichmann, Leon (* 1997), deutscher Fußballspieler
- Deichmann, Mento (1610–1649), deutscher lutherischer Theologe, Direktor einer Schule und Autor
- Deichmann, Paul (1898–1981), deutscher General der Flieger
- Deichmann, Philipp (1889–1962), deutscher Verwaltungsjurist; Landrat
- Deichmann, Thomas (* 1962), deutscher Redakteur
- Deichmann, Ute (* 1951), deutsche Wissenschaftshistorikerin
- Deichmann, Wilhelm Ludwig (1798–1876), deutscher Unternehmer, Kölner Bankier
- Deichmann, Yannick (* 1994), deutscher Fußballspieler
- Deichmann-Schaaffhausen, Elisabeth (1811–1888), deutsche Bankiersgattin, erste Studentin an der Bonner Universität
- Deichmüller, Johannes (1854–1944), deutscher Prähistoriker und Paläontologe
- Deichsel, Alexander (* 1935), deutscher Soziologe
- Deichsel, Wolfgang (1939–2011), deutscher Bühnenautor, Übersetzer und Theatermacher
- Deichstetter, Christian (* 1966), deutscher Eishockeyspieler und -trainer
- Deicke, Aline, deutsche Wissenschaftlerin im Bereich Digital Humanities
- Deicke, Arthur (1882–1958), Konstrukteur von Motoren, Motorrädern, Flugzeugen und Schnellbooten
- Deicke, Georg Heinrich (1765–1843), deutscher Papiergroßhändler, Kommunalpolitiker und Autor
- Deicke, Günther (1922–2006), deutscher Lyriker und Publizist
- Deicke, Joachim, deutscher Radiomoderator und Journalist
- Deicke, Karl (1863–1943), deutscher Richter und Heimatforscher
- Deicke, Liane (* 1954), deutsche Politikerin (SPD), Landtagsabgeordnete in Sachsen
- Deicke, Peter (* 1930), deutscher Unternehmer, Autor und ReitlehrerPeter Deicke (* 1930)

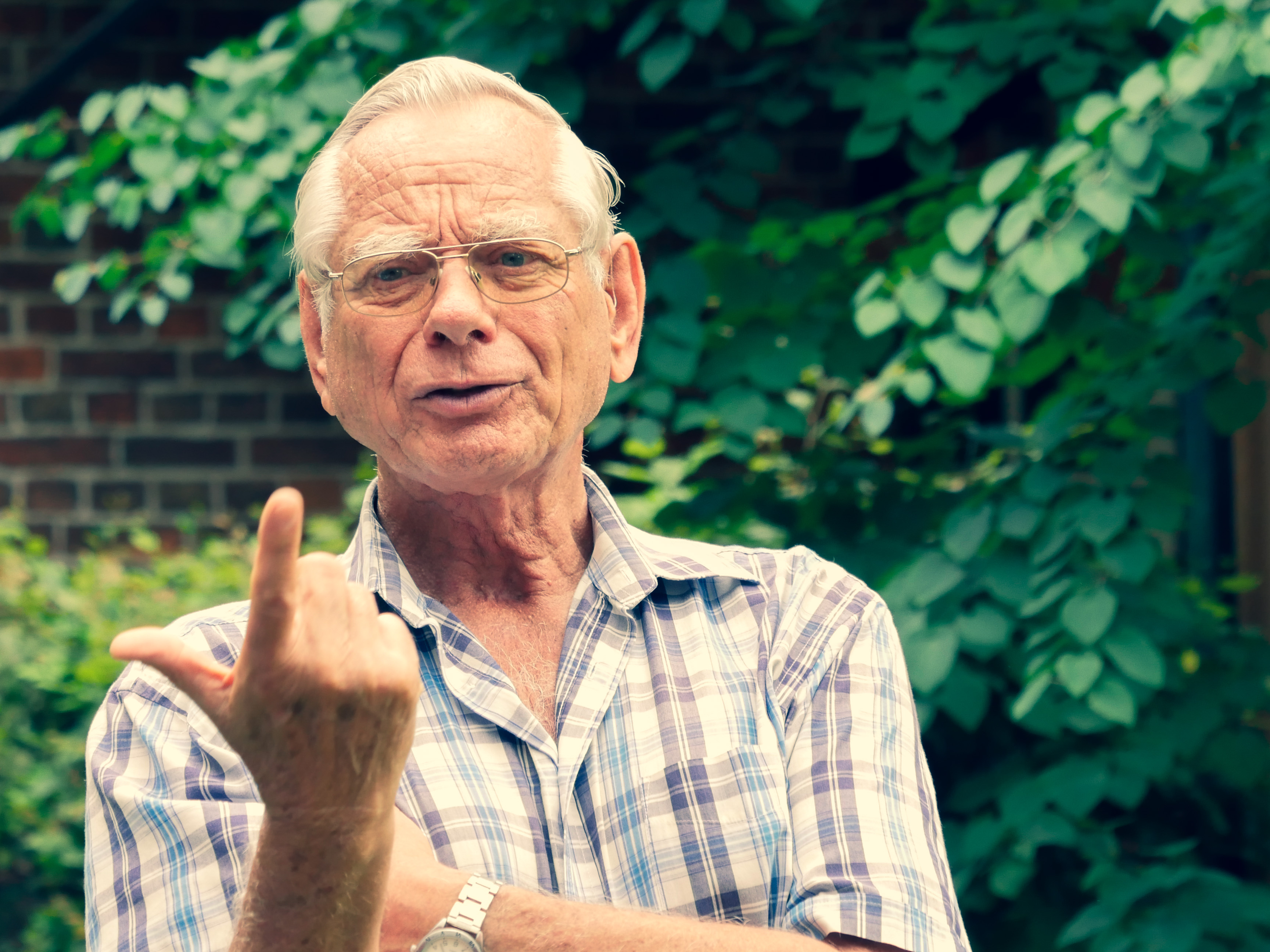
Peter Deicke (* 1930)

- Deickert, Karl Heinz (1931–2007), deutscher Schauspieler, Regisseur und Drehbuchautor

### Deid
- Deida, David (* 1958), amerikanischer Autor
- Deidameia, Königin der Molosser und Führerin der Epiroten
- Deidameia, Tochter des Aiakides von Epirus, Ehefrau von Alexander IV. Aigos und Demetrios I. Poliorketes
- Deidda, Dario (* 1968), italienischer Jazzmusiker (Kontrabass, E-Bass)
- Deidesheimer, Friedrich (1804–1876), deutscher Kaufmann und Weingutsbesitzer
- Deidesheimer, Philip (1832–1916), deutscher Bergbauingenieur
- Deidrick, Casey (* 1987), US-amerikanischer Schauspieler

### Deie
- Deierling, Heinrich Harry (1894–1989), deutscher Maler, Lithograf und Bühnenbildner

### Deif
- Deif, Mohammed (1965–2024), palästinensischer Terrorist und oberster militärischer Befehlshaber der Kassam-Brigaden
- Deifel, Johann Leonhard (* 1812), deutscher Zeichner, Aquarellist und Kupferstecher
- Deifl, Josef (1790–1864), bayerischer Soldat
- Deift, Percy (* 1945), US-amerikanischer Mathematiker

### Deig
- Deig Clotet, Antonio (1926–2003), spanischer Geistlicher, katholischer Bischof
- Deigendesch, Benedikt (* 1985), deutscher Fußballspieler
- Deigentesch, Marion (* 1995), deutsche BiathletinMarion Deigentesch (* 1995)

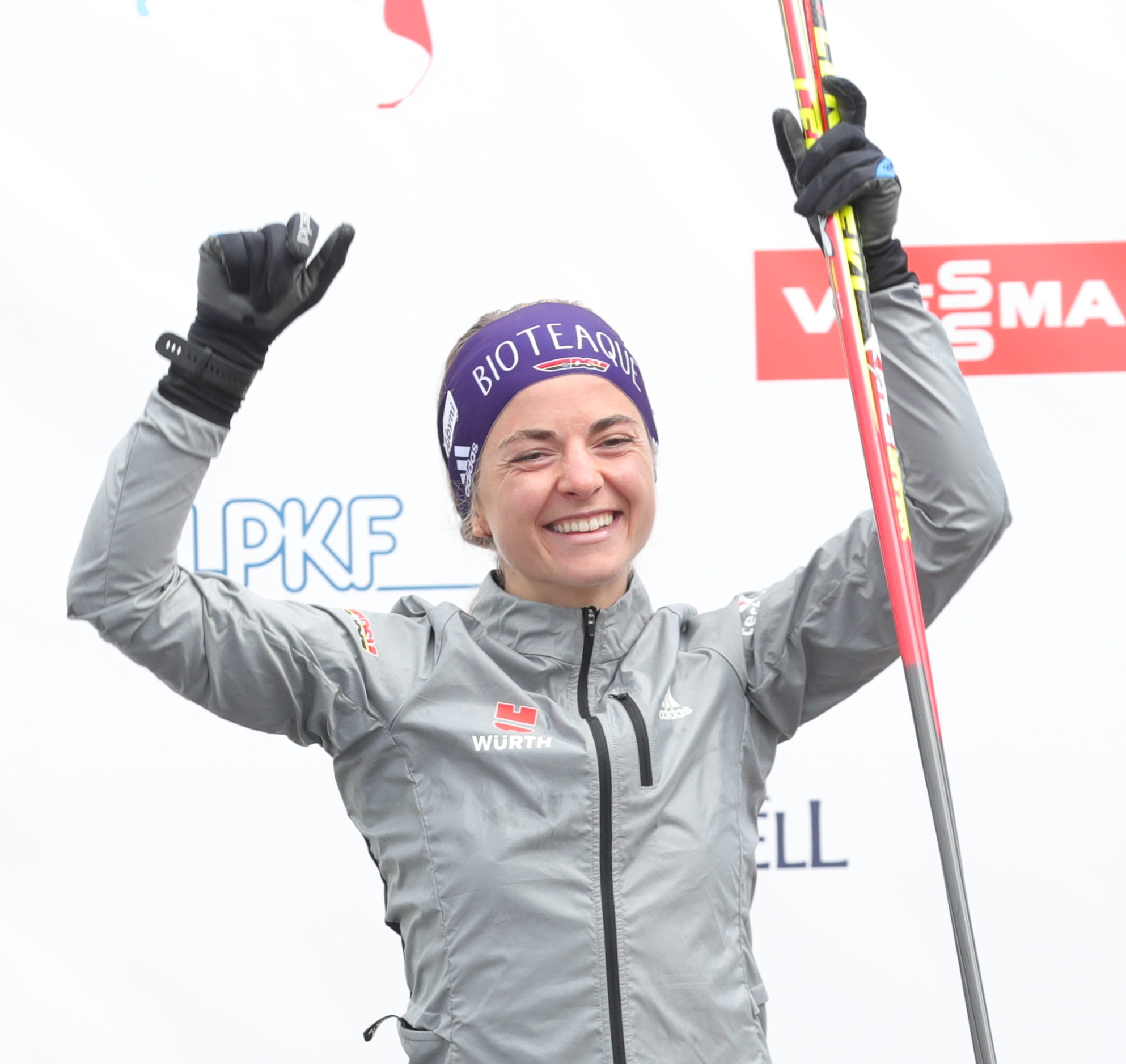
Marion Deigentesch (* 1995)

- Deighton, John (1830–1875), kanadischer Dampfschiffkapitän und Barbesitzer
- Deighton, Len (* 1929), britischer Fotograf und Autor
- Deighton, Marga Ann (1890–1971), US-amerikanische Schauspielerin
- Deighton, Paul, Baron Deighton (* 1956), britischer Politiker
- Deigman, Laura (* 1993), britische Tennisspielerin
- Deignan, Elizabeth (* 1988), britische RadrennfahrerinElizabeth Deignan (* 1988)

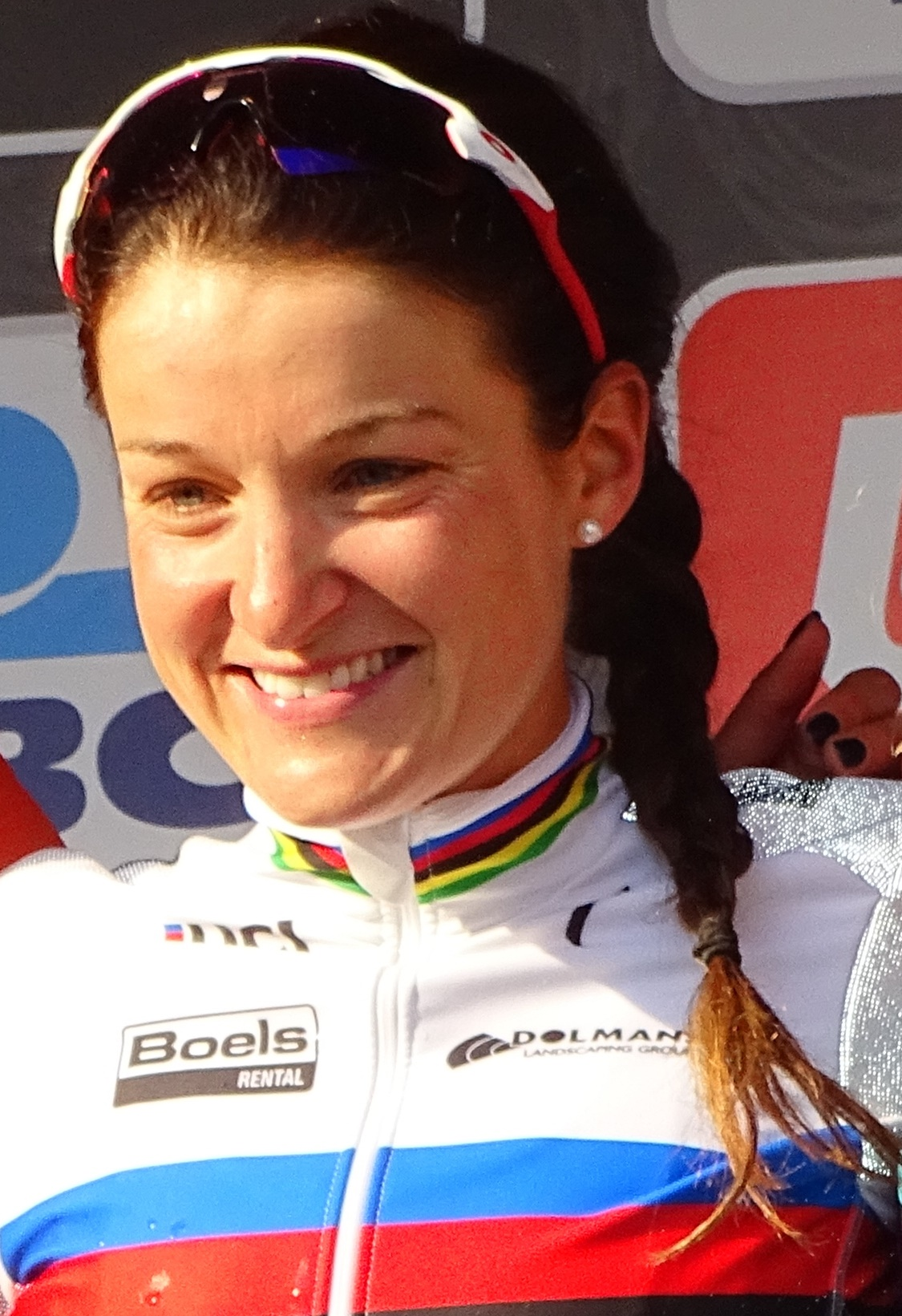
Elizabeth Deignan (* 1988)

- Deignan, Herbert (1906–1968), US-amerikanischer Ornithologe mit Forschungsschwerpunkt in Thailand
- Deignan, Philip (* 1983), irischer Radrennfahrer
- Deigner, Björn SC (* 1983), deutscher Dramatiker, Theatermusiker und Hörspielmacher
- Deigner, Tony (1958–2010), deutscher Poolbillardspieler
- Deigorongo, Appi (* 1917), nauruischer Politiker

### Deih
- Deihimi, Honey (* 1974), österreichische Integrationsbeauftragte in Niedersachsen

### Deij
- Deijkers, Gerrie (1946–2003), niederländischer Fußballspieler

### Deik
- Deike, Ernst (1915–1941), deutscher Fußballspieler
- Deike, Friedrich (1931–2010), deutscher Politiker (SPD), MdL
- Deike, Fritz (1913–1973), deutscher Fußballspieler
- Deike, Ludwig (1869–1945), deutscher Politiker (SPD)
- Deiker, Carl (1879–1958), deutscher Tiermaler der Düsseldorfer Schule und Schriftsteller
- Deiker, Carl Friedrich (1836–1892), deutscher Maler
- Deiker, Christian Friedrich (1792–1843), deutscher Zeichenlehrer, Miniatur- und Porträtmaler
- Deiker, Hans (1876–1945), deutscher Maler
- Deiker, Johannes (1822–1895), deutscher Maler
- Deikun-Blagonrawowa, Lidija Iwanowna (1889–1980), russische bzw. sowjetische Schauspielerin, Theaterregisseurin und Schauspiellehrerin

### Deil
- Deila, Ingvild (* 1987), norwegische SchauspielerinIngvild Deila (* 1987)

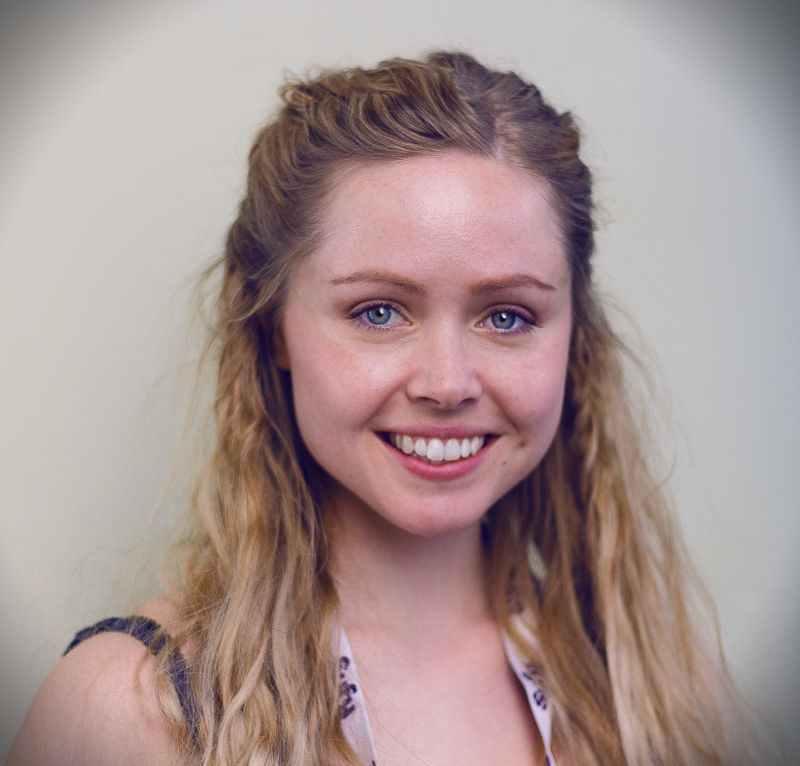
Ingvild Deila (* 1987)

- Deila, Live Rushfeldt (* 2000), norwegische Handballspielerin
- Deila, Thale Rushfeldt (* 2000), norwegische Handballspielerin
- Deile, Volkmar (1943–2020), deutscher evangelischer Theologe
- Deilmann, Carl (1894–1985), deutscher Industrieller
- Deilmann, Günther (1904–2002), deutscher Arzt und Geburtshelfer
- Deilmann, Harald (1920–2008), deutscher Architekt, Stadtplaner und Hochschullehrer
- Deilmann, Peter (1935–2003), deutscher Reeder
- Deilmann, Sandra (* 1983), deutsche Fußballspielerin

### Deim
- Deim, Hans-Werner (1934–2015), deutscher Offizier und Generalmajor der NVA
- Deiman, Johan Rudolph (1743–1808), deutsch-niederländischer Mediziner und Chemiker
- Deimann, Daniel, Musiker, Musikproduzent und Songwriter
- Deimann, Johann Diederich (1731–1783), deutscher Autor und Theologe
- Deimann, Wilhelm (1889–1969), deutscher Philologe
- Deimböck, Peter (* 1942), österreichischer Radrennfahrer
- Deimek, Gerhard (* 1963), österreichischer Politiker (FPÖ), Abgeordneter zum Nationalrat
- Deimeke, Joe (* 1986), US-amerikanischer Volleyballspieler
- Deimel, Anton (1865–1954), Sumerologe, Theologe, Jesuit
- Deimel, Claus (* 1948), deutscher Ethnologe
- Deimel, Daniel (* 1977), deutscher Suchtforscher und Hochschullehrer
- Deimel, Jens (* 1972), deutscher Skisportler
- Deimel, Theodor (1866–1952), tschechischer katholischer Theologe, Patristiker und Heimatforscher
- Deimel, Ulrich Olaf (1916–1984), deutscher bildender Künstler
- Deimen, Wilhelm (1896–1971), deutscher Politiker der CDU
- Deimer, Josef (* 1936), deutscher Politiker (CSU), MdLJosef Deimer (* 1936)

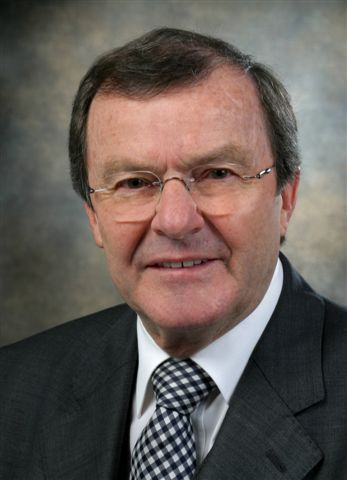
Josef Deimer (* 1936)

- Deimer, Petra (1948–2024), deutsche Meeresbiologin
- Deimier, Pierre de, französischer Dichter und Dichtungstheoretiker
- Deiml, Michael (* 1949), deutscher Bildhauer
- Deimling, Berthold (1853–1944), preußischer General der Infanterie und späterer Pazifist
- Deimling, Carl (1779–1850), badischer Verwaltungsbeamter
- Deimling, Franz-Michael (* 1953), deutscher Musikpädagoge und Komponist
- Deimling, Gerhard (1934–2017), deutscher Rechts- und Kriminalsoziologe sowie Fachautor
- Deimling, Jenny (* 1972), deutsche Schauspielerin
- Deimling, Ludwig von (1833–1906), preußischer Generalleutnant
- Deimling, Otto (1821–1875), Pädagoge

### Dein
- Deinarchos, attischer Redner
- Deinboek, Heli (* 1955), österreichischer Musiker
- Deindl, Anton (1859–1925), deutscher Politiker, Distriktsrat und Landwirt
- Deindl, Sebastian (* 1978), deutsch-schwedischer Biochemiker, Molekularbiophysiker und Strukturbiologe
- Deine Cousine (* 1986), deutsche RocksängerinDeine Cousine (* 1986)

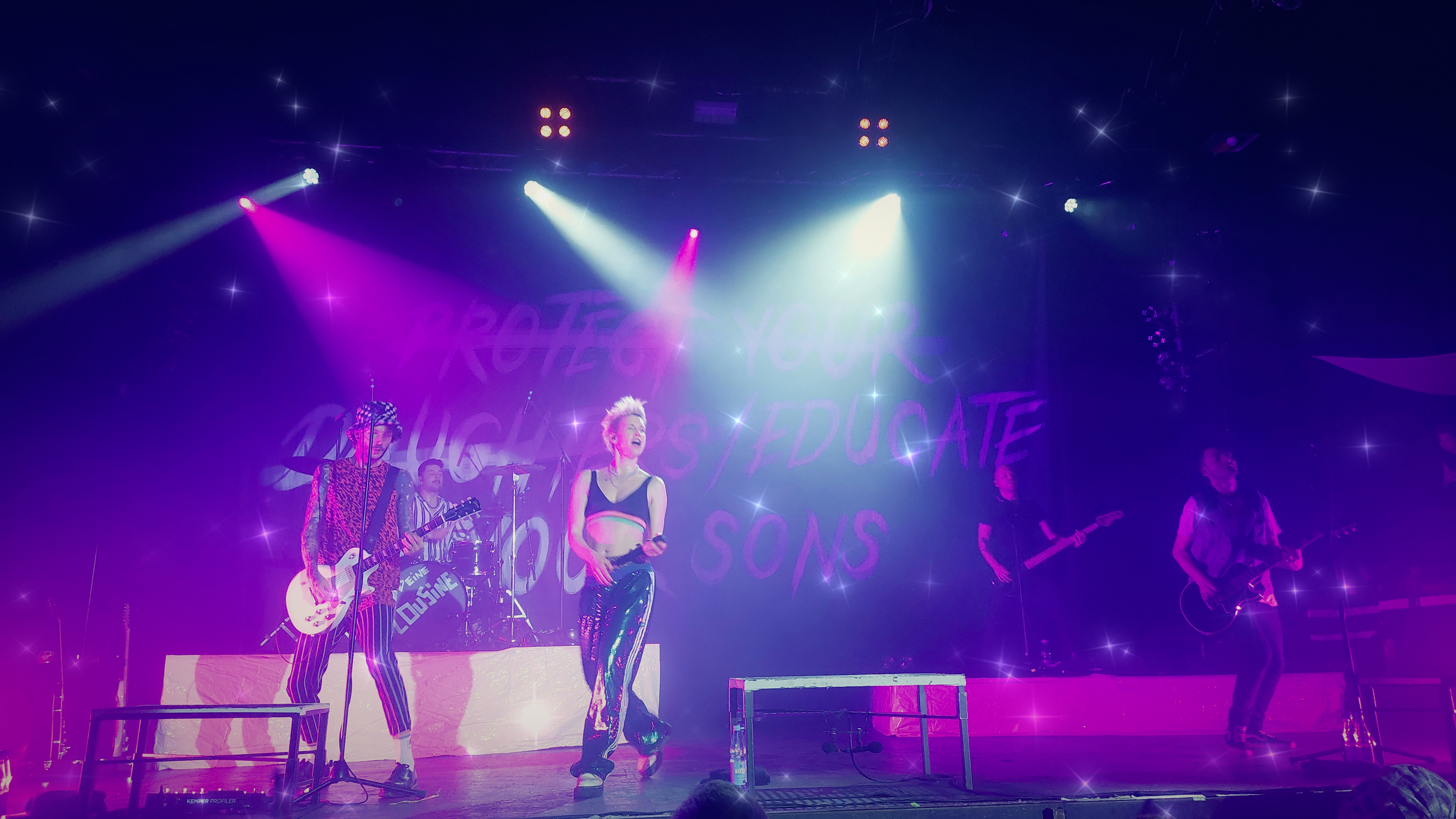
Deine Cousine (* 1986)

- Deinege, Siegfried (* 1955), deutscher Ingenieur, Politiker (parteilos)
- Deineka, Alexander Alexandrowitsch (1899–1969), sowjetischer Maler, Grafiker und Plastiker
- Deinert, Hans-Dietmar (* 1948), deutscher Fußballspieler
- Deinert, Harry (* 1946), deutscher Badmintonspieler
- Deinert, Heinz (1911–1990), deutscher NSDAP-Kreisleiter
- Deinert, Horst (* 1957), deutscher Fachbuchautor
- Deinert, Olaf (* 1970), deutscher Jurist und Hochschullehrer
- Deinert, Pivo (* 1970), deutscher Musiker, Komponist, Produzent und Buchautor
- Deinert, Rudolf (1928–2013), deutscher Fußballspieler
- Deinert, Ursula (1910–1988), deutsche Tänzerin und Schauspielerin
- Deinert, Werner (1931–2010), deutscher Musiker
- Deinert, Wilhelm (1933–2012), deutscher Schriftsteller
- Deinert, Wolf (* 1944), deutscher Schriftsteller und Hörspielautor
- Deines, Adolf von (1845–1911), preußischer General der Kavallerie, Militärattaché sowie Generaladjutant Kaiser Wilhelm II.
- Deines, Adolf von (1852–1914), preußischer General der ArtillerieAdolf von Deines (1852–1914)

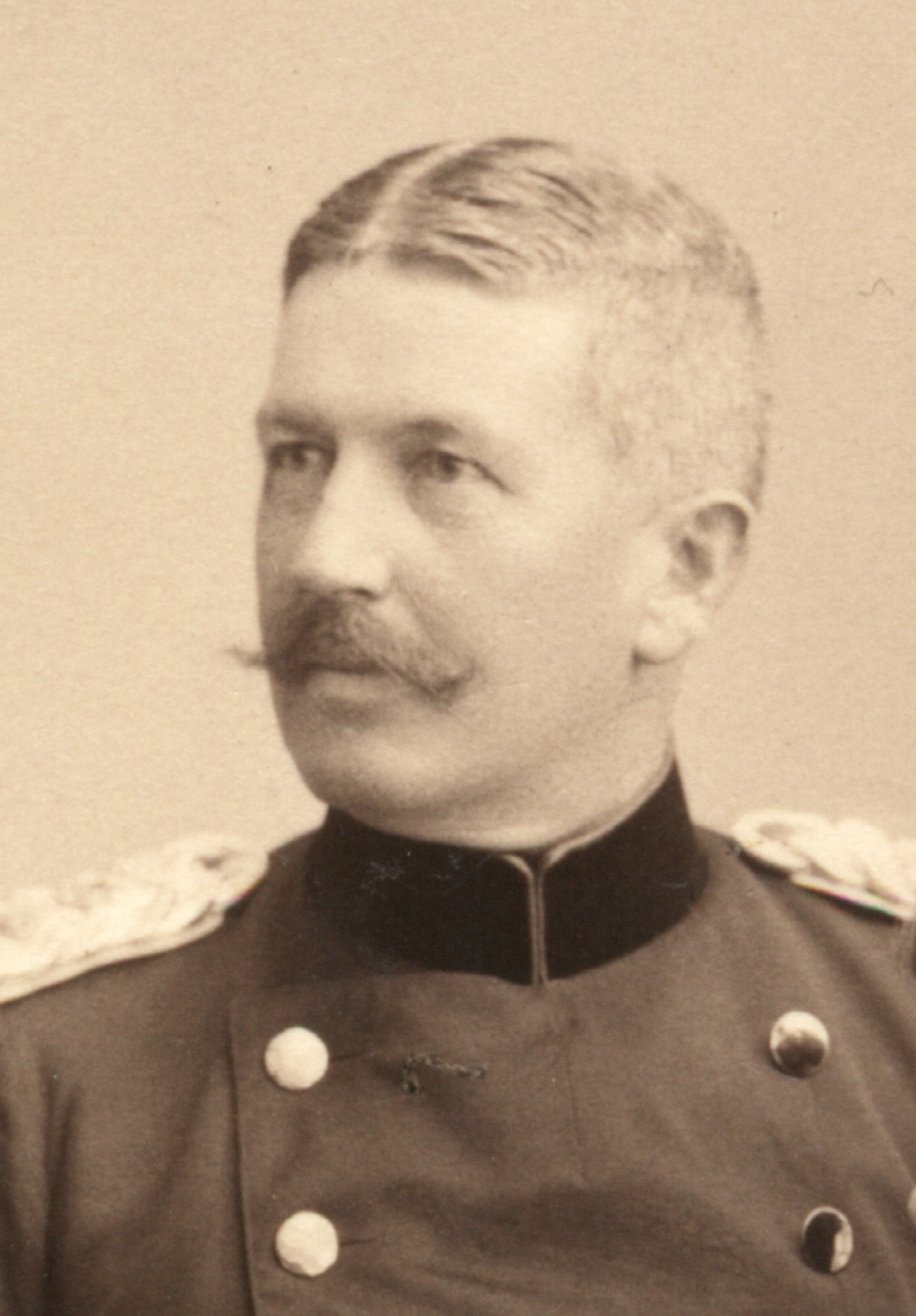
Adolf von Deines (1852–1914)

- Deines, Jim (* 1962), US-amerikanisch-französischer Basketballspieler
- Deines, Johann Michael von (1790–1857), Unternehmer und Kurhessischer Geheimer Finanzrat
- Deines, Kate (* 1989), US-amerikanische Fußballspielerin
- Deines, Ludwig von (1818–1901), deutscher Gutsbesitzer, Abgeordneter des Provinziallandtages der Provinz Hessen-Nassau
- Deines, Melinda, kanadische Schauspielerin
- Deines, Roland (* 1961), deutscher, evangelischer Theologe und Professor der Internationalen Hochschule Liebenzell
- Deinet, Anna (1843–1919), deutsche Opernsängerin (hochdramatischer Sopran, lyrischer Sopran)
- Deing, Johann (1901–1975), deutscher Politiker (Zentrum) und Geschäftsführer
- Deinhammer, Robert (* 1977), österreichischer römisch-katholischer Priester, Philosoph und Theologe
- Deinhard, Andreas (1845–1907), deutscher Politiker (NLP), MdR und Winzer
- Deinhard, Fritz (1881–1956), deutscher Cellist und Konzertmeister
- Deinhard, Hanna (1912–1984), deutsch-brasilianisch-US-amerikanische Kunsthistorikerin
- Deinhard, Johann Friedrich (1772–1827), deutscher Unternehmer und Gründer der Sektkellerei Deinhard
- Deinhard, Karl August (1842–1892), deutscher Vizeadmiral
- Deinhardstein, Johann Ludwig (1790–1859), österreichischer Schriftsteller, Literaturkritiker, Dramaturg und Hofbeamter
- Deinhardt, Friedrich (1926–1992), deutscher Mikrobiologe und Virologe
- Deinhardt, Johann Heinrich (1805–1867), deutscher Pädagoge
- Deinhardt, Karl (1887–1966), deutscher Generalleutnant und Kommunalpolitiker
- Deinhardt, Richard (1865–1942), deutscher Verwaltungsjurist
- Deinhardt, Wilhelm (1904–1938), deutscher Kirchenhistoriker, Theologe und Hochschullehrer
- Deinhart, Hans (* 1896), deutscher Post- und Ministerialbeamter
- Deinhofer, Lukas (* 1994), österreichischer Fußballspieler
- Deiniades, griechischer Töpfer
- Deinias, antiker griechischer Maler
- Deinias, griechischer Historiker und möglicherweise Tyrannenmörder
- Deininger, Beate (* 1962), deutsche Hockeyspielerin
- Deininger, Djamil (* 1985), deutscher Radiomoderator, Synchron- und Werbesprecher
- Deininger, Franz (1878–1926), deutscher Architekt
- Deininger, Gottfried (1898–1968), deutscher Molker und Politiker (SPD), MdL Bayern
- Deininger, Heinz Friedrich (1900–1972), deutscher Historiker, Archivar und Heimatforscher
- Deininger, Hubert (1928–2008), deutscher Kunstglasermeister
- Deininger, Johann (1896–1973), deutscher Politiker (NSDAP), MdR
- Deininger, Johann Wunibald (1849–1931), österreichischer Architekt
- Deininger, Julius (1852–1924), österreichischer Architekt
- Deininger, Jürgen (1937–2017), deutscher Althistoriker
- Deininger, Karl (1896–1956), deutscher Bauingenieur
- Deininger, Leonhard (1910–2002), deutscher Politiker (CSU), MdL
- Deininger, Olaf (* 1963), deutscher Journalist
- Deininger, Roman (* 1978), deutscher Journalist und Autor
- Deininger, Tom (1950–2022), deutscher Schauspieler, Radiomoderator und Synchronsprecher
- Deininger, Wunibald (1879–1963), österreichischer Architekt
- Deininger-Arnhard, Gabriele Maria (1855–1945), deutsch-österreichische Malerin
- Deiniol, walisischer Bischof und Heiliger
- Deinlein, Adam (1909–2003), deutscher Regierungspräsident (Oberbayern)
- Deinlein, Georg Friedrich (1696–1757), deutscher Rechtswissenschaftler
- Deinlein, Michael von (1800–1875), römisch-katholischer Bischof von Augsburg, Erzbischof von Bamberg
- Deinokrates, griechischer Architekt zur Zeit Alexanders des Großen
- Deinokrates, sizilischer Politiker und Feldherr zur Zeit des Agathokles
- Deinostratos, griechischer Mathematiker
- Deinse, Anton Boudewijn van (1885–1965), niederländischer Zoologe, Walforscher und Lehrer
- Dèinyan, Hayk (* 1959), armenischer Opernsänger (Bass)
- Deinzer, Hans (1934–2020), deutscher Klarinettist und Musikpädagoge

### Deio
- Deiokes, mannäischer König
- Deiotaros († 40 v. Chr.), König von Galatien
- Deiotaros Philadelphos, König Paphlagoniens

### Deir
- Deireragea, Adeang († 1973), nauruischer Politiker
- Deireragea, Sheba (* 1986), nauruische Gewichtheberin
- Deiri, Akram († 1990), syrischer Offizier und Diplomat
- Deiring, Hugo (1920–1999), deutscher Journalist

### Deis
- Deis, Friedhelm (1930–2008), deutscher Musiker und Komponist
- Deisch, Matthaeus (1724–1789), deutscher Kupferstecher in Danzig
- Deischer, Johann Evangelist (1802–1839), deutscher Kirchenmusiker und Domkapellmeister
- Deischl, Franz (1893–1984), deutscher Gewerkschafter
- Deisen, Wilhelm (1887–1962), deutscher kommunistischer Politiker (KPD), MdBB
- Deisenhofer, Johann (* 1943), deutscher Biophysiker, Nobelpreisträger für Chemie (1988)
- Deisenhofer, Maximilian (* 1987), deutscher Politiker (Bündnis 90/Die Grünen), MdL
- Deisenhofer, Roman (* 1985), deutscher Triathlet
- Deisenroth, Friedrich (1903–1997), deutscher Dirigent, Komponist, Musikoffizier der Bundeswehr
- Deiser, Anton (1872–1955), österreichischer Politiker, Landtagsabgeordneter
- Deiser, Oliver (* 1971), deutscher Mathematiker und Mathematikdidaktiker
- Deiseroth, Dieter (1950–2019), deutscher Jurist und Richter am Bundesverwaltungsgericht
- Deising, Holger B. (* 1956), deutscher Phytopathologe an der Universität Halle-Wittenberg
- Deisinger, Alfred (1885–1970), deutscher Kommunalpolitiker und ehrenamtlicher Landrat
- Deisinger, Jörg (* 1966), deutscher Hard-Rock-Musiker
- Deisler, Erich (1915–1999), deutscher Tischtennisspieler
- Deisler, Guillermo (1940–1995), deutsch-chilenischer Künstler
- Deisler, Johann Philipp (1634–1665), deutscher Mediziner, Arzt in Suhl
- Deisler, Sebastian (* 1980), deutscher FußballspielerSebastian Deisler (* 1980)

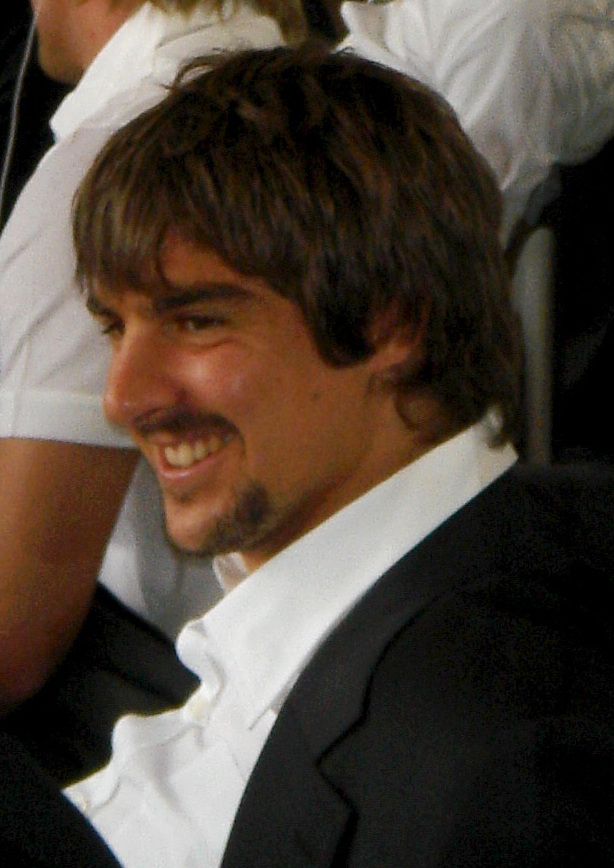
Sebastian Deisler (* 1980)

- Deiß, Andreas (1807–1880), deutscher Schreiner, Kommunalpolitiker und Landtagsabgeordneter
- Deiss, Gerhard (1950–2021), österreichischer Botschafter im Senegal, Schriftsteller und Komponist
- Deiss, Joseph (* 1946), Schweizer Politiker (CVP)
- Deiss, Lucien (1921–2007), französischer Priester und Theologe sowie Komponist und Dichter von Kirchenliedern
- Deiß, Matthias (* 1978), deutscher Fernsehjournalist und BuchautorMatthias Deiß (* 1978)

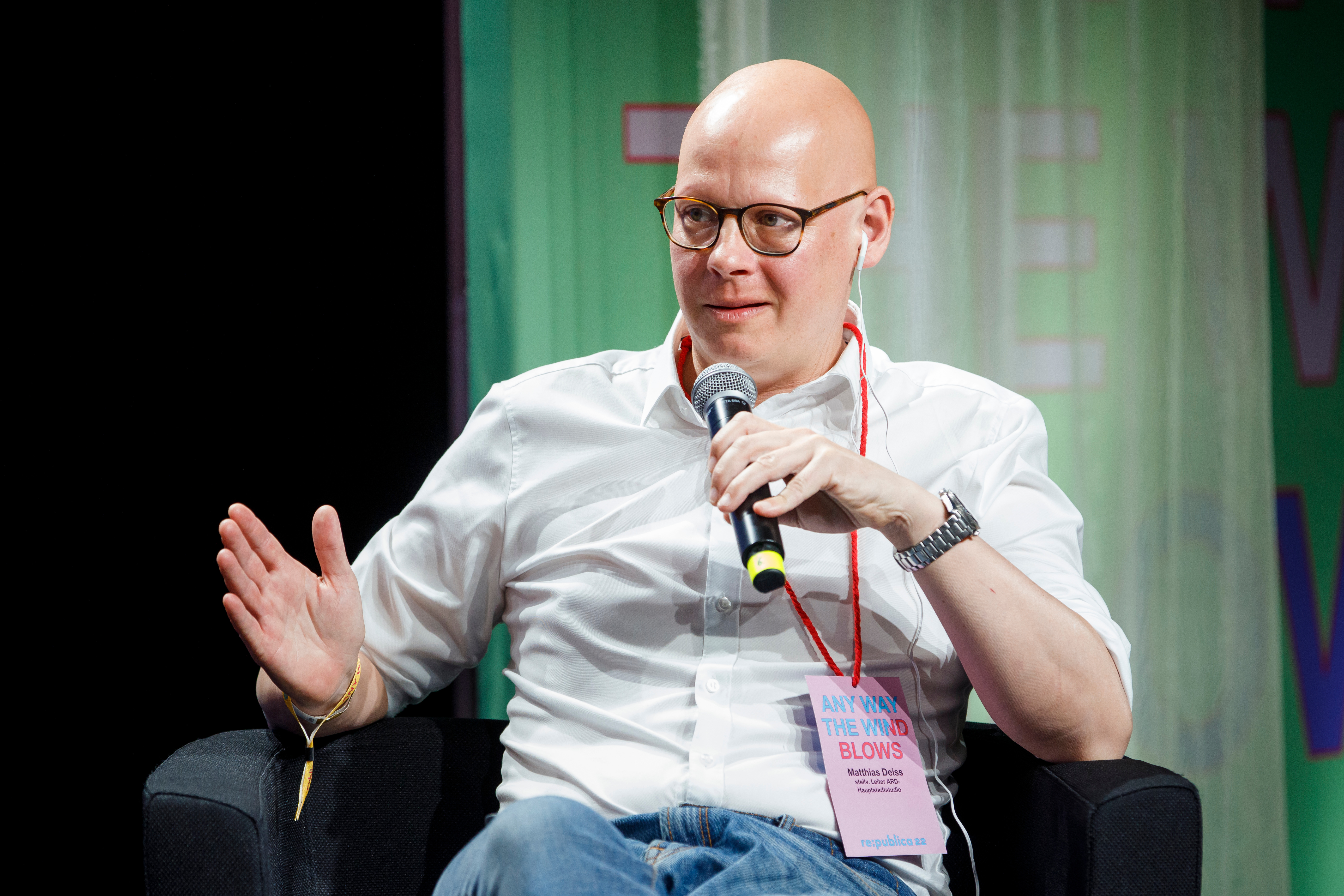
Matthias Deiß (* 1978)

- Deiß, Victor (* 1935), deutscher Schauspieler und Synchronsprecher
- Deissen, Eva (1947–2010), österreichische Journalistin und Kolumnistin
- Deißenberger, Peter (* 1976), deutscher Fußballspieler
- Deisseroth, Albert (* 1941), US-amerikanischer Onkologe
- Deisseroth, Karl (* 1971), US-amerikanischer Psychiater, Neurobiologe und Bioingenieur
- Deissler, Alfons (1914–2005), deutscher katholischer Theologe (Alttestamentler)
- Deißler, Lisa (* 1993), deutsche Politikerin (FDP)
- Deißler, Nina (* 1974), deutsche Autorin
- Deißler, Rolf (1935–2019), deutscher Fußballspieler
- Deißmann, Adolf (1866–1937), deutscher evangelischer Theologe, Papyrologe und Ökumeniker
- Deißmann-Merten, Marieluise (1935–2011), deutsche Althistorikerin und Übersetzerin
- Deißner, Kurt (1888–1942), lutherischer Theologe und Hochschullehrer
- Deist, Heinrich (1902–1964), deutscher Politiker (SPD), MdB, MdEP
- Deist, Heinrich senior (1874–1963), deutscher Politiker (SPD) und Ministerpräsident des Freistaates Anhalt
- Deist, Hellmuth (1890–1963), deutscher Lungenarzt und Hochschullehrer
- Deist, Wilhelm (1898–1953), deutscher Politiker (Zentrum, CDU), MdL
- Deist, Wilhelm (1931–2003), deutscher Historiker, Militärhistoriker
- Deister, Arno (* 1957), deutscher Psychiater, Psychotherapeut und Neurologe
- Deistler, Manfred (* 1941), österreichischer Ökonom

### Deit
- Deitch, Gene (1924–2020), amerikanischer Illustrator, Animator und Filmregisseur
- Deitch, Kim (* 1944), US-amerikanischer Cartoonist
- Deitelhoff, Nicole (* 1974), deutsche Politikwissenschaftlerin und HochschullehrerinNicole Deitelhoff (* 1974)

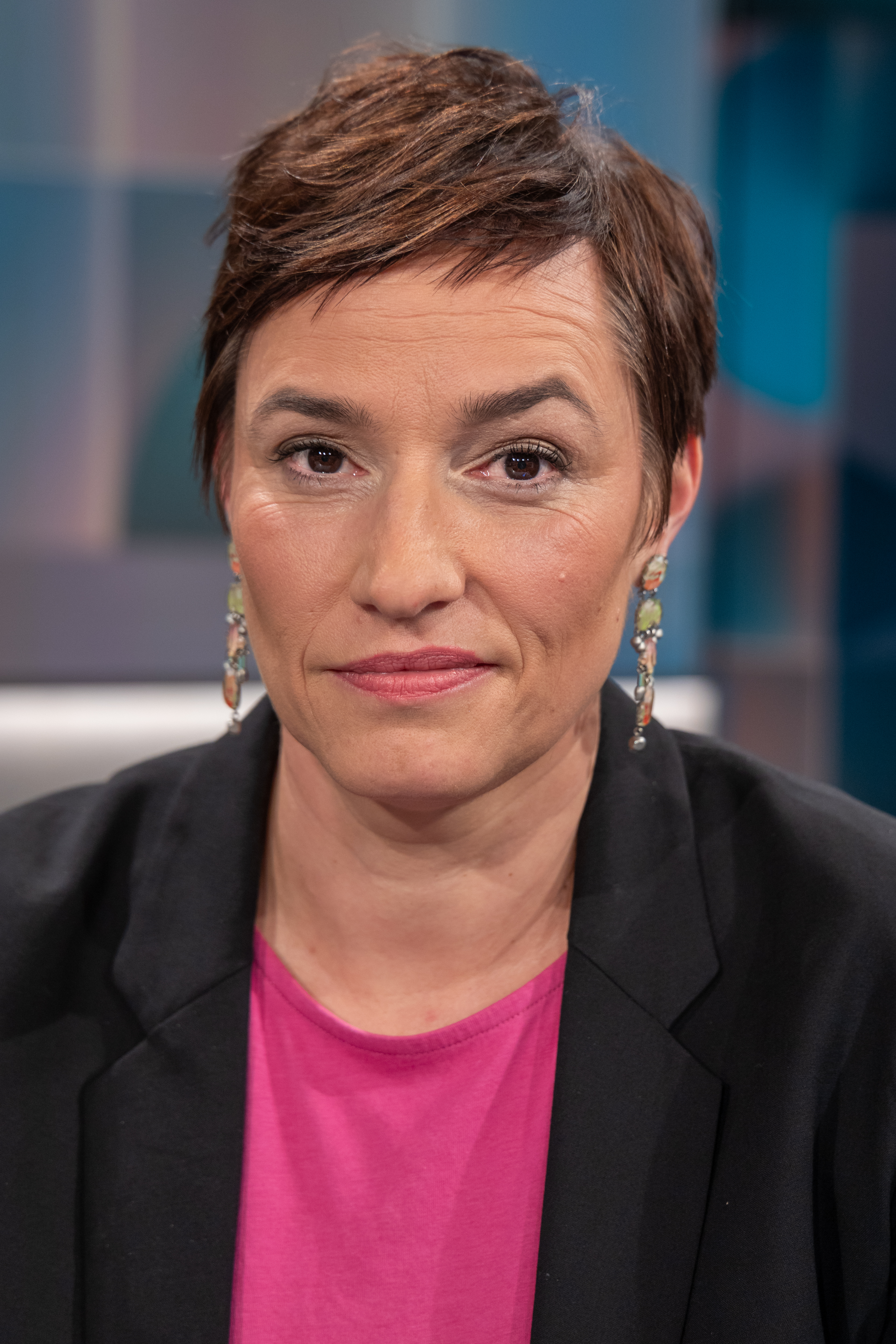
Nicole Deitelhoff (* 1974)

- Deitenbeck, Paul (1912–2000), deutscher evangelischer Pfarrer, Evangelist und Schriftsteller
- Deitenbeck-Goseberg, Monika (1955–2020), deutsche evangelische Pfarrerin und Autorin
- Deiter, Walter (1916–1988), indianischer Stammesführer in Kanada, Gründer der National Indian Brotherhood
- Deitermann, Manfred (* 1930), deutscher Berufsschullehrer und Fachbuchautor
- Deiters, Franz-Josef (* 1964), deutsch-australischer Literaturwissenschaftler und Germanist
- Deiters, Gustav (1874–1959), deutscher Unternehmer
- Deiters, Hans (1868–1922), deutscher Maler, Grafiker und Illustrator der Düsseldorfer Schule
- Deiters, Heinrich (1840–1916), deutscher Kunstmaler
- Deiters, Heinrich (1882–1971), deutscher Schriftsteller und Journalist
- Deiters, Heinrich (1887–1966), deutscher Reformpädagoge und Bildungspolitiker
- Deiters, Hermann (1833–1907), deutscher Musikwissenschaftler und Gymnasiallehrer
- Deiters, Julie (* 1975), niederländische Hockeyspielerin
- Deiters, Karl Friedrich (1807–1879), deutscher Ökonom und Parlamentarier
- Deiters, Ludwig (1921–2018), deutscher Architekt und Denkmalpfleger, Generalkonservator des Instituts für Denkmalpflege der DDR
- Deiters, Mark (* 1970), deutscher Rechtswissenschaftler
- Deiters, Max (1892–1947), deutscher Lithograf, Grafiker und Maler
- Deiters, Otto (1834–1863), deutscher Anatom
- Deiters, Peter Franz Ignaz (1804–1861), deutscher Jurist und Mitglied der Frankfurter Nationalversammlung 1848
- Deiters, Raimund († 1978), deutscher Schwimmer
- Deitmar, Anton (* 1960), deutscher Mathematiker
- Deitmer, Josef (1865–1929), deutscher katholischer Theologe und Weihbischof
- Deitmer, Sabine (1947–2020), deutsche Schriftstellerin
- Deitmer, Thomas (* 1954), deutscher HNO-Arzt
- Deitrick, Frederick S. (1875–1948), US-amerikanischer Politiker
- Deitsch, Alexander Nikolajewitsch (1899–1986), russischer Astronom
- Deitsch, Jason (* 1980), US-amerikanischer Eishockeyspieler
- Deitsch, Lew Grigorjewitsch (1855–1941), russischer Journalist und Publizist
- Deittert, Hubert (1941–2020), deutscher Politiker (CDU), MdB
- Deitz, Archibald Edwin (1869–1965), US-amerikanischer lutherischer Geistlicher
- Deitz, Luc (* 1961), luxemburgischer Altphilologe

### Deix
- Deix, Christian (* 1964), österreichischer Musiker, Komponist, Schauspieler, Autor, Musikproduzent und Sprecher
- Deix, Manfred (1949–2016), österreichischer Karikaturist, Graphiker und Cartoonist sowie Musiker und Krimi-AutorManfred Deix (1949–2016)

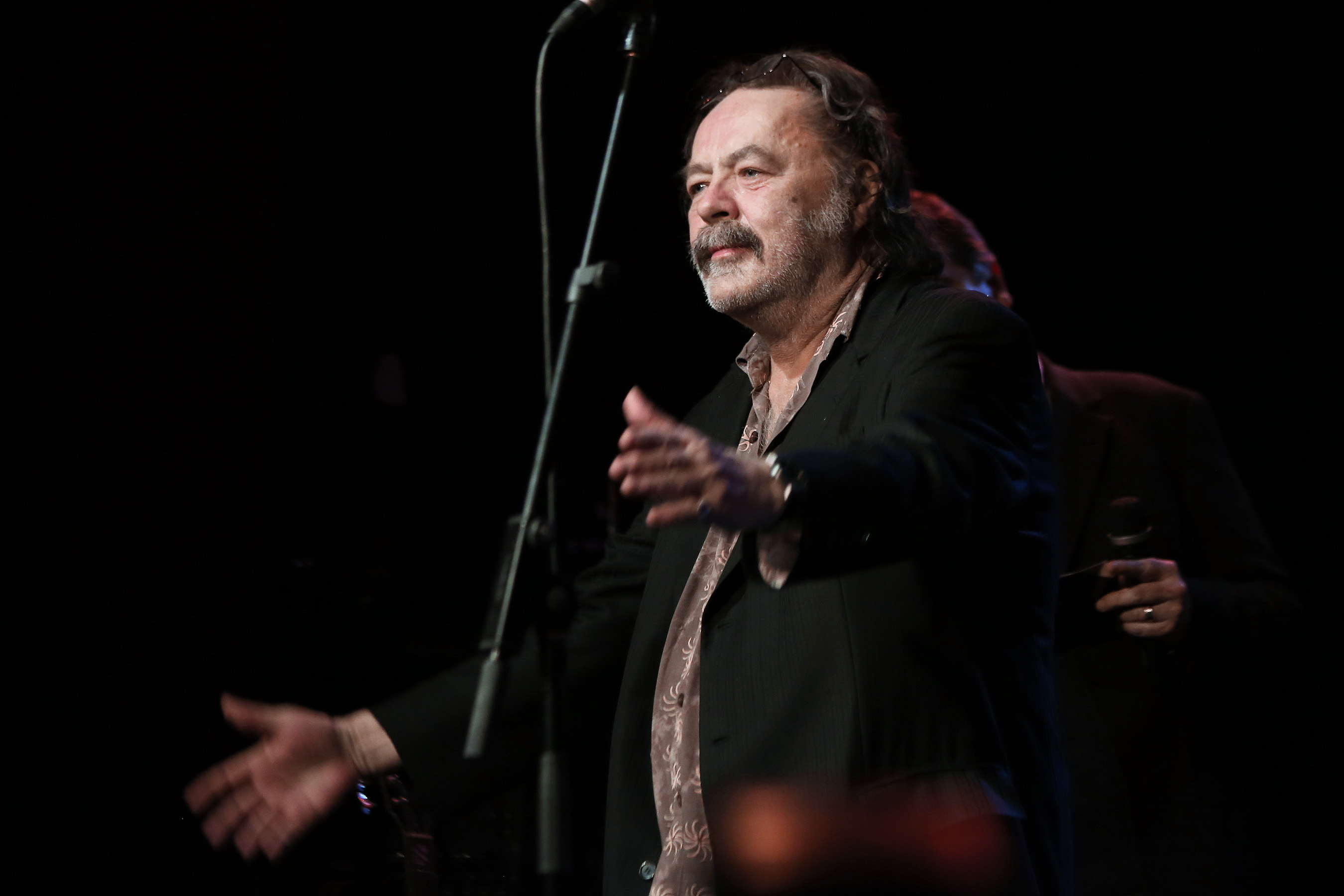
Manfred Deix (1949–2016)

- Deixlberger, Innocenz (1701–1776), Benediktiner und Theologe
- Deixler-Hübner, Astrid (* 1958), österreichische Juristin und Hochschullehrerin

### Deiy
- Deiye, Pyon, nauruischer Politiker